# Mîrne, Reșetîlivka
Mîrne (în ucraineană Мирне) este un sat în comuna Lîman Perșîi din raionul Reșetîlivka, regiunea Poltava, Ucraina.

## Demografie
Componența lingvistică a localității Mîrne
     Ucraineană (92,59%)
     Rusă (7,41%)
Conform recensământului din 2001, majoritatea populației localității Mîrne era vorbitoare de ucraineană (92,59%), existând în minoritate și vorbitori de rusă (7,41%).